# Vouapa
Vouapa là một chi thực vật có hoa trong họ Đậu.